# 台灣語文測驗中心
台灣語文測驗中心為臺灣國立成功大學研究總中心所屬的研究單位，主要負責全民台語認證的研發與執行工作，於2010年正式成立。成大台灣語文測驗中心成立當時為台灣唯一的台灣閩南語認證常態性專責機構。

## 外部連結
- 國立成功大學台灣語文測驗中心 （页面存档备份，存于）
- 全民台語認證專業版及體驗版專網 （页面存档备份，存于）
- 中小學生台語認證專網 （页面存档备份，存于）
- 海翁台語文教學季刊2010第七期 台語認證專刊報導 （页面存档备份，存于）
- 何信翰2009〈台灣需要台語認證－台語認證簡介kap預算hōo立法院總thâi記事〉《海翁台語文學教學季刊》6期，頁12-18。 （页面存档备份，存于）
- Chiung, Wi-vun. 2010. The Development of the Taiwanese Proficiency Test. Journal of Taiwanese Vernacular. 2(2),pp82-103. （页面存档备份，存于）